# Extrême gauche (groupe parlementaire)
Cet article concerne un groupe parlementaire. Pour un article général sur le positionnement politique, voir Extrême gauche.
Le groupe de l’Extrême gauche est un groupe parlementaire à la Chambre des députés de la Troisième République française.

## Histoire

### Formation et développement (1876-1881)
Majoritaires depuis les élections législatives de 1876, les républicains accèdent progressivement aux responsabilités, ce qui fait apparaître des dissensions idéologiques et stratégiques. Celles-ci traversent notamment le groupe parlementaire le plus à gauche, l'Union républicaine, où les radicaux les plus intransigeants reprochent aux « opportunistes » de renier leurs engagements (notamment ceux du programme de Belleville) en menant une politique trop modérée. Une scission se produit donc au sein de ce groupe.
| |  |
| Louis Blanc et Désiré Barodet, premier et second présidents de l'Extrême gauche (photographies par Carjat). |  |

Annoncé dès le mois de juin 1876, le groupe de l'Extrême gauche est formé par Louis Blanc le mois suivant avec 25 députés. Son nom découle du positionnement à l'extrême gauche qui le caractérise exclusivement jusqu'en 1886.
Le 12 août, ses premiers membres se réunissent pour signer un manifeste rédigé par Blanc, Madier-Montjau et Floquet. Après avoir dénoncé le cléricalisme et son influence conservatrice sur un Sénat jugé peu légitime, ce long texte rappelle les principaux engagements des républicains les plus avancés : amnistie des communards, élection de tous les maires par les conseils municipaux, retrait au clergé de la collation des grades, abolition du privilège du volontariat dans l'armée, réduction du service militaire de cinq à trois ans, liberté complète de la presse, séparation de l’Église et de l’État par la suppression du budget des cultes, libertés d'association et de réunion, liberté syndicale... Se défendant d'être des idéalistes, les auteurs du manifeste se présentent au contraire comme des « hommes pratiques » qui, toutefois, ne pensent pas « qu'il soit pratique, lorsqu'on atteindrait le but en suivant le grand chemin, de prendre pour y arriver des chemins de traverse qui en éloignent et où l'on risque de s'égarer ». Cette formule est une attaque évidente de la politique opportuniste de Léon Gambetta.
Pendant l’année 1876, le groupe est conduit par Georges Clemenceau. Lors de la crise du 16 mai 1877 et en vue des élections législatives anticipées, le groupe rejoint à nouveau l'alliance républicaine, et se retrouve alors subordonné à l'Union républicaine jusqu'en 1881.
Louis Blanc, bien qu'initialement opposé au concept d'une présidence, finit par accepter celle-ci. Reconduit dans cette fonction en 1881, il sera remplacé après sa mort par Désiré Barodet.

### Sous la troisième législature (1881-1885)
Reconduit après les élections législatives de 1877 et  de 1881, le groupe revendique environ 80 membres et en compte au moins une cinquantaine sous la troisième législature (1881-1885),.
Le groupe est initialement ouvert, ce qui permet à une partie de ses membres de continuer à appartenir simultanément à celui de l'Union républicaine. En août 1881, cette possibilité de double adhésion est supprimée (par 22 voix contre 21) à la suite de la création d'un nouveau groupe situé entre l'Extrême gauche et l'Union républicaine, la Gauche radicale. Il ne reste alors qu'une vingtaine de membres.
En mars 1885, un groupe équivalent est créé, sous le même nom, au Sénat. Victor Schœlcher en est le président et Georges Martin le secrétaire.

### Sous la quatrième législature (1885-1889)
Après les élections législatives de 1885, le groupe de la chambre des députés est reconstitué, sous la forme d'un groupe ouvert, le 15 janvier 1886. En 1885, le groupe comprend alors l'aile intransigeante des radicaux. L'Extrême-Gauche fortement divisé par les divergences stratégiques et politiques, face aux compromis avec la majorité opportuniste et le soutien aux socialistes. Les élections de 1885, montre notamment de fortes tensions opposant les radicaux et les difficultés de faire des listes unitaires. Au sein des deux groupes intransigeants, la déception se transforme en colère voir en haine contre l'opportunisme des radicaux modérés, plantant les graines du boulangisme. En janvier 1886, le groupe compte une soixantaine d'élus sous la direction de Clémenceau. Cependant, rapidement, le groupe se fracture en deux avec une dizaine de radicaux intransigeants suivant Henri Rochefort dans la dénonciation de l'amnistie des anarchistes.
Fin janvier 1886, à l'initiative d'Antide Boyer, ses membres les plus à gauche se distinguent en fondant un nouveau groupe parlementaire de sensibilité ouvertement socialiste, le groupe ouvrier. Celui-ci devient de fait le groupe le plus à gauche, délégitimant ainsi le nom de l'Extrême gauche. 
En 1888, l'Extrême gauche est confrontée à l'ampleur du phénomène boulangiste. Le 21 mars, une cinquantaine de membres du groupe publie une déclaration nettement anti-boulangiste. Le mois suivant, le groupe exclut de ses rangs les membres du Comité de protestation nationale, comité qui constitue alors l'état-major boulangiste. Les six députés ainsi rejetés de l'Extrême gauche sont Chevillon, Duguyot, Laguerre, Laporte, Susini et Vergoin. Hugues, Gaussorgues, Théron, Turigny, Saint-Martin et Laisant réagissent à cette exclusion en démissionnant du groupe.

### Sous les cinquième et sixième législatures (1889-1898)
En mars 1892, le groupe est reconstitué sous le nom de « groupe républicain radical-socialiste ». Il reprend son nom initial après les élections de 1893 et fusionne avec le Groupe radical-socialiste en 1895.
Le groupe de l'Extrême gauche est l'ancêtre des différents groupes radicaux-socialistes ainsi que l'un des jalons historiques du Parti républicain, radical et radical-socialiste (PRRRS) fondé en 1901.

## Membres
- Antoine Achard[14]
- Désiré Barodet (signataire du manifeste de 1876[4], vice-président en 1881[7], puis président depuis 1882)
- Maurice Pierre Célestin Berger[18]
- Charles Beauquier[10]
- Michel Bellot[10]
- Louis Blanc (signataire du manifeste de 1876[4], réélu président en 1881)[7]
- Léon Borie[14]
- Antide Boyer[14]
- Xavier Bouquet (signataire du manifeste de 1876)[4]
- Désiré-Magloire Bourneville[23]
- Émile Brelay[23]
- Georges Brialou[10]
- Émile Brousse[7] (secrétaire depuis 1886)[24]
- Pierre Joseph Louis Brugeilles[14]
- Louis Calvinhac[18]
- François Cantagrel (signataire du manifeste de 1876[4], vice-président depuis 1886)
- Marius Chavanne[23]
- Joseph Chevillon[14] (secrétaire)[24] (exclu en avril 1888)
- Georges Clemenceau (signataire du manifeste de 1876)[4]
- Jean-Claude Colfavru[14]
- Eugène Courmeaux (vice-président en 1882)[25]
- Camille Cousset[26]
- Fernand Crémieux[14] (secrétaire depuis 1886)
- Émile Crozet-Fourneyron (signataire du manifeste de 1876)[4]
- Félix Datas[10]
- Augustin Daumas (signataire du manifeste de 1876)[4]
- Élisée Déandréis[20]
- Eugène Delattre[10]
- François Dellestable[14]
- Frédéric Desmons[14] (vice-président depuis 1886)[24]
- Gaston de Douville-Maillefeu (signataire du manifeste de 1876)[4]
- Ferdinand-Camille Dreyfus[26]
- Félix Ducoudray[18]
- Pierre Duguyot[19] (exclu en avril 1888)
- Armand Duportal (signataire du manifeste de 1876)[4]
- Pierre Durand (signataire du manifeste de 1876)[4]
- Gustave Dutailly[7]
- Charles Floquet (signataire du manifeste de 1876)[4]
- Barthélemy Forest[27]
- Gustave Franconie[10]
- Félix Frébault[18]
- Jules Gaillard[10]
- Charles Ferdinand Gambon[10]
- Édouard Gaussorgues[14] (démissionne en avril 1888)
- Alfred Giard[23]
- Jean Girault (signataire du manifeste de 1876)[4]
- Émile Girodet[10]
- Félix Granet[23]
- Yves Guyot[14]
- Gustave-Adolphe Hubbard[14]
- Auguste Hude[14]
- Clovis Hugues[7] (exclu en avril 1888)
- Camille Jouffrault[14]
- Jean-Marie-Arthur Labordère[14]
- Auguste Lacôte[18]
- Pierre-Henri de Lacretelle[18]
- Sigismond Lacroix[23]
- Jean-Antoine Lafont[23]
- Anatole de La Forge[10]
- Georges Laguerre[23] (exclu en avril 1888)
- Charles-Ange Laisant[23]
- Jean-Baptiste Daniel de Lamazières[14]
- Jean-Marie de Lanessan[7]
- Gaston Laporte (vice-président depuis 1882)[25] (exclu en avril 1888)
- Jules Lasbaysses[18]
- Ernest Lefèvre (vice-président depuis 1882)[25]
- Victor Leydet[10] (vice-président en 1893)
- Édouard Lockroy (signataire du manifeste de 1876)[4]
- Alfred Madier-Montjau (signataire du manifeste de 1876)[4]
- Gabriel Magnien[18]
- Julien Maigne[10]
- Guillaume Maillard[14]
- Théophile Marcou (signataire du manifeste de 1876)[4]
- Henry Maret[23]
- Félix Mathé[14] (vice-président en 1893)
- Henri Mathé[14]
- Auguste Maurel (secrétaire en 1881)[7]
- Paul Ménard-Dorian[10]
- Pierre Merlou (secrétaire en 1893)
- Gustave Mesureur[20]
- Alfred Michel[18]
- Henri Michelin[19] (démissionne en mars 1888)
- Alexandre Millerand[14]
- Louis Monteilhet[9]
- Martin Nadaud (signataire du manifeste de 1876)[4]
- Alfred Naquet (signataire du manifeste de 1876)[4]
- Francisque Ordinaire (signataire du manifeste de 1876)[4]
- Christophe Pajot[18] (questeur en 1893)
- Camille Pelletan[23]
- Jules Périllier[18]
- Georges Périn (signataire du manifeste de 1876[4], vice-président)[24]
- Paul Peytral[10]
- Stephen Pichon[14]
- François Planteau[14]
- Joseph Pochon[10]
- Marius Poulet[10]
- Eugène Pressat[14]
- Bernard Honoré Préveraud[10]
- Louis Casimir Ranson[14]
- Benjamin Raspail (signataire du manifeste de 1876)[4]
- François-Vincent Raspail (signataire du manifeste de 1876)[4]
- Jean Rathier[14]
- Antoine Révillon[23]
- Eugène Rollet (signataire du manifeste de 1876)[4]
- Philippe Roret[18]
- Jean-Théoxène Roque de Fillol[23]
- Amédée Saint-Ferréol[18]
- Jean-Baptiste Saint-Martin[23]
- Jacques Salis (secrétaire depuis 1881)[7]
- Julien Simyan[18]
- Paul Susini[19] (exclu en avril 1888)
- Alfred Talandier (signataire du manifeste de 1876)[4]
- Ferdinand Théron[20] (démissionne en avril 1888)
- Jean Placide Turigny (signataire du manifeste de 1876)[4] (démissionne en avril 1888)
- Léon Vacher[14]
- Maurice Vergoin[14] (exclu en avril 1888)
- Émile Vernhes (signataire du manifeste de 1876)[4]
- Michel Vernière[10]
- Édouard Vilar[14]
- Émile Wickersheimer[14]